# Bernardino Femminielli
Bernardino Femminielli est un artiste canadien d'origine salvadorienne, aujourd'hui installé à Paris, en France. Il a également œuvré sous l'alias Femminielli Noir, qui est une collaboration avec Jesse Osborne-Lanthier. Il a aussi joué dans des groupes : Araignée (avec Dominic Vanchesteing) et Wasted Widow (avec Francesco De Gallo). Il a produit des disques sur les labels Mind Records, Lebanon, Mass., Hobo Cult Records ou son propre label, Los Discos Enfantasmes.

## Biographie
Bernardino est le prénom correspondant à l'état civil, alors que son nom de famille est un nom de scène : femminielli signifie travesti ou transgenre pour les Italiens de Naples. Alors qu'il vivait à Montréal, il organisait des fêtes privées où il donnait des performances musicales et s'occupait en parallèle de la gestion de deux restaurants avec sa femme (Thea Govorchin) et des amis : Le Bethléem XXX et La Femme Fontaine. Ces deux affaires ont fini par fermer.
Il accompagne également des groupes de musique en tournée, notamment le groupe Canadien Dirty Beaches en 2012, Jef Barbara ou Les Momies de Palerme composées de Xarah Dion et Marie Davidson (au Festival International de Musique Actuelle de Victoriaville). Il fait aussi les premières parties des Danois Lust For Youth, de l'Australien Kirin J.Callinan et du label Français Éditions Gravats.
Au départ, il produisait de la musique électronique de type noise Lassé de ce type de musique, il s'oriente peu à peu vers la chanson. À la suite d'une blague avec un ami, il se met à chanter en français. Le morceau Plaisirs Américains a été un tremplin pour raconter d’autres histoires et devenir un raconteur, l'album du même nom est publié en 2016. Après quelques déceptions sur des sorties de disques n'ayant pas pu se faire, Bernardino Femminielli travaille ses prestations live pour en faire de vrais spectacles. Sur scène, il se produit seul à l'aide d'un ordinateur ou en duo avec Julien Gasc.
Ses chansons traitent de sujets sérieux sur fond humoristique (principalement de l'humour noir). Sa musique est très inspirée des années 1970. Pour la production de sa musique, il travaille également avec Adrien Belkout. Il a d'ailleurs réalisé son prochain album Opéra Bouffe avec lui. Il définit sa musique comme de la chanson romantique métaphorique. Bernardino Femminielli est arrêté aux États-Unis pour des problèmes de papier d'identité qui le conduise à en être banni. Souhaitant changer de vie et évoluer dans la musique, il arrive à Paris début 2019,. La France lui permet d'accéder à un statut de musicien et de se consacrer à temps plein à son art.
L'album L'Exil est publié en 2021 sur le label canadien Éditions Appærent. En 2022, Bernardino Femminielli apparaît dans un clip vidéo du chanteur Master Phil pour le morceau Vagabond du cœur, où il incarne un disquaire.
Il a également co-fondé le label Los Discos Enfantasmes avec Jean-Sébastien Truchy de Fly Pan Am et Riccardo Lucchessi Red Mass pour auto-produire leurs morceaux et représenter les artistes de Montréal qui ne bénéficiaient pas de promotion. Au total, le label a sorti une trentaine de cassettes et réalisé des événements dans la ville.
Bernardino Femminielli a écrit un livre intitulé I Was Madly in Love With Him sorti aux Éditions 1991.
Parmi ses travaux, Bernardino Femminielli compte également un film expérimental sur Dov Charney qui a créé la marque American Apparel. Le film ne verra finalement jamais le jour.

## Discographie

### Albums studio
- 2009 : Las Enamoradas (Lebanon, Mass.)
- 2010 : La Montaña Del Capricornio (Hobo Cult Records)
- 2011 : Carte Blanche Aux Désirs (Los Discos Enfantasmes)
- 2012 : Double Invitation (Desire Records)
- 2013 : Shanghai, C'est Beau (Clan Destine Records)
- 2016 : Plaisirs Américains (Mind Records)
- 2016 : L'Enfer Et Ses Fils (Mind Records)
- 2020 : L'Exil (Part 0) (Éditions Appærent)
- 2021 : Dans Les Yeux D'Iris (Corps Double)
- 2024 : Opéra Bouffe (Corps Double, Bunni Europe)

### EP
- 2011 : Chauffeur / Silvia (Fixture Records)
- 2014 : O'Sodoma (Mind Records)
- 2016 : Café Petite Chatte / Goodbye Blueboy (Bethlehem XXX)
- 2016 : Roi Des Pauvres (Total Black)
- 2021 : Ô Signe Des Temps EP (auto-produit)
- 2022 : Daddy's Boy Maxi (Éditions Appærent)
- 2024 : La Vie, Gigi! 7" (Drowned By Locals)
- 2024 : Boudoir de l'éternité EP 7" (Corps Double, Bunni Europe)